# Эпифеноменализм
Эпифеноменали́зм — теория в философии сознания, заключающаяся в том, что ментальные феномены являются эпифеноменами, то есть вызваны физическими процессами в мозгу, а не являются их причинами. Таким образом, впечатление о том, что мысли, чувства и ощущения влияют на физические процессы, является в определённой степени иллюзорным. К примеру, не чувство страха является причиной повышения сердцебиения, а оба процесса являются симптомами общей физиологической причины.
Исторически эпифеноменализм возник как попытка решить проблему картезианского дуализма — каким образом могли бы взаимодействовать разум и тело. Ламетри, Лейбниц и Спиноза пытались каждый по-своему решить эту проблему. Идею о том, что даже если животное будет сознательным, это никак не повлияет на продуктивность его поведения, даже для животных уровня человека, была впервые высказана Ламетри. Гексли сравнивал ментальные феномены со свистком локомотива.
Эпифеноменализм в основном нашёл свою нишу в методологическом или научном бихевиоризме. Вместо принятия позиций элиминативизма или фикционализма — позиций, которые отрицают наличие внутренних ментальных феноменов, — бихевиорист мог принять позицию эпифеноменализма. Однако к 1960-м годам бихевиоризм столкнулся с рядом проблем и уступил место когнитивизму.
Тем не менее со времен когнитивной революции некоторые философы высказывались в поддержку одной из форм эпифеноменализма. Более современные версии утверждают, что только субъективные аспекты ментальных состояний являются эпифеноменами.